# Carlos Fernando Borja
Carlos Fernando Borja Bolívar (Cochabamba, 25 de diciembre de 1956) es un exfutbolista boliviano que jugaba como centrocampista.
Toda su carrera profesional la desarrolló en el Bolívar, equipo con el que ganó 11 veces la liga boliviana. Fue internacional por la selección de su país en 88 oportunidades, marcando un gol, y disputó la Copa Mundial de Fútbol de 1994 como capitán.
Tras su retiro fue elegido miembro de la Cámara de Diputados de Bolivia por el MIR.

## Selección nacional

### Participaciones en Torneos internacionales
| Torneo                         | Sede                     | Resultado                | PJ | Goles |
| ------------------------------ | ------------------------ | ------------------------ | -- | ----- |
| Copa América 1979              | Sin sede fija            | Fase de grupos           | 4  | 0     |
| Copa América 1983              | Sin sede fija            | Fase de grupos           | 2  | 0     |
| Copa América 1987              | Argentina                | Fase de grupos           | 2  | 0     |
| Copa América 1989              | Brasil                   | Fase de grupos           | 4  | 0     |
| Copa América 1991              | Chile                    | Fase de grupos           | 4  | 0     |
| Copa América 1993              | Ecuador                  | Fase de grupos           | 3  | 0     |
| Copa América 1995              | Uruguay                  | Cuartos de final         | 4  | 0     |
| Total en Copas América         | Total en Copas América   | Total en Copas América   | 23 | 0     |
| Copa Mundial de Fútbol de 1994 | Estados Unidos           | Fase de grupos           | 3  | 0     |
| Total en Copas del Mundo       | Total en Copas del Mundo | Total en Copas del Mundo | 3  | 0     |
| Total en la selección          | Total en la selección    | Total en la selección    | 26 | 0     |

### Participaciones enEliminatorias al Mundial
| Eliminatoria                         | Sede del Mundial       | Posición               | Resultado              | PJ | Goles |
| ------------------------------------ | ---------------------- | ---------------------- | ---------------------- | -- | ----- |
| Eliminatorias Mundial de España 1982 | España                 | 2°lugar 2pts Grupo 1   | Eliminado              | 4  | 0     |
| Eliminatorias Mundial de México 1986 | México                 | 3°lugar 2pts Grupo 3   | Eliminado              | 3  | 0     |
| Eliminatorias Mundial de Italia 1990 | Italia                 | 2°lugar 6pts Grupo 1   | Eliminado              | 3  | 0     |
| Eliminatorias Mundial de USA 1994    | Estados Unidos         | 2°lugar 11pts Grupo B  | Clasificado            | 8  | 0     |
| Total en Eliminatorias               | Total en Eliminatorias | Total en Eliminatorias | Total en Eliminatorias | 18 | 0     |

## Clubes
| Club    | País    | Año         | Part. | Goles |
| ------- | ------- | ----------- | ----- | ----- |
| Bolívar | Bolivia | 1977 - 1997 | 609   | 143   |

## Palmarés

### Títulos nacionales
| Título           | Club    | Año  |
| ---------------- | ------- | ---- |
| Primera División | Bolívar | 1978 |
| Copa Liga        | Bolívar | 1979 |
| Primera División | Bolívar | 1982 |
| Primera División | Bolívar | 1983 |
| Primera División | Bolívar | 1985 |
| Primera División | Bolívar | 1987 |
| Primera División | Bolívar | 1988 |
| Primera División | Bolívar | 1991 |
| Primera División | Bolívar | 1992 |
| Primera División | Bolívar | 1994 |
| Primera División | Bolívar | 1996 |

### Torneos cortos
| Título          | Club    | Año  |
| --------------- | ------- | ---- |
| Torneo Apertura | Bolívar | 1997 |